# بيلي موراي (موسيقي)
بيلي موراي (بالإنجليزية: Billy Murray)‏ هو موسيقي ومغني أمريكي، ولد في 25 مايو 1877 في فيلادلفيا في الولايات المتحدة، وتوفي في 17 أغسطس 1954 في نيويورك في الولايات المتحدة.

## وصلات خارجية
- بيلي موراي على موقع IMDb (الإنجليزية)
- بيلي موراي على موقع ميوزك برينز (الإنجليزية)
- بيلي موراي على موقع إن إن دي بي (الإنجليزية)
- بيلي موراي على موقع أول ميوزيك (الإنجليزية)
- بيلي موراي على موقع ديسكوغز (الإنجليزية)